# Future Lover
A Future Lover (magyarul: Jövőbeli szerető) az örmény Brunette énekesnő dala, mellyel Örményországot képviselte a 2023-as Eurovíziós Dalfesztiválon Liverpoolban. A dal belső kiválasztás során nyerte el a dalversenyen való indulás jogát.

## Eurovíziós Dalfesztivál
2023. február 1-jén az Örmény Közszolgálati Televízió bejelentette, hogy az énekesnőt választották ki, hogy képviselje Örményországot a következő Eurovíziós Dalfesztiválon. Versenydala és a hozzá készült videóklip március 15-én jelent meg.
A dalfesztivál előtt Madridban és Amszterdamban eurovíziós rendezvényeken népszerűsítette versenydalát.
A dalt először a május 11-én rendező második elődöntőben fellépési sorrendben másodikként adta elő, a Dániát képviselő Reiley Breaking My Heart című dala után és a Romániát képviselő Theodor Andrei D.G.T. (Off and On) című dala előtt. Az elődöntőből hatodik helyezettként sikeresen továbbjutott a május 13-i döntőbe, ahol fellépési sorrendben tizenhetedikként lépett fel, a Belgiumot képviselő Gustaph Because of You című dala után és a Moldovát képviselő Pasha Parfeni Soarele și luna című dala előtt. A zsűri szavazáson a tizenkettedik helyen végzett 69 ponttal, míg a nézői szavazáson a tizenharmadik helyen végzett 53 ponttal (Franciaországtól és Grúziától maximális pontot kapott), így összesítésben 122 ponttal a verseny tizennegyedik helyezettje lett.
A következő örmény induló a Ladaniva Jako című dala lesz a 2024-es Eurovíziós Dalfesztiválon.

### Kapott pontok
| Pont | Ország              |
| ---- | ------------------- |
| 12   | Belgium             |
| 12   | Grúzia              |
| 10   | Ciprus              |
| 10   | Spanyolország       |
| 10   | A Világ többi része |
| 8    | Albánia             |
| 8    | Görögország         |
| 6    | Románia             |
| 5    | Lengyelország       |
| 4    | Ausztria            |
| 4    | San Marino          |
| 3    | Észtország          |
| 3    | Ukrajna             |
| 2    | Ausztrália          |
| 1    | Litvánia            |
| 1    | Szlovénia           |
| 99   | Összesen            |

| Pont | Ország             |
| ---- | ------------------ |
| 10   | Albánia            |
| 10   | Grúzia             |
| 8    | Csehország         |
| 7    | Franciaország      |
| 6    | Írország           |
| 5    | Olaszország        |
| 5    | Svájc              |
| 4    | Ciprus             |
| 3    | Egyesült Királyság |
| 3    | Észtország         |
| 3    | Spanyolország      |
| 2    | Moldova            |
| 1    | Ausztria           |
| 1    | Lengyelország      |
| 1    | Lettország         |
| 69   | Összesen           |

| Pont | Ország              |
| ---- | ------------------- |
| 12   | Franciaország       |
| 12   | Grúzia              |
| 8    | A Világ többi része |
| 6    | Belgium             |
| 4    | Ciprus              |
| 3    | Izrael              |
| 2    | Csehország          |
| 2    | Görögország         |
| 2    | Moldova             |
| 2    | Spanyolország       |
| 53   | Összesen            |

## A dal háttere
A dal egy olyan szeretőről szól, akivel az énekesnő még sosem találkozott. A dal nyitányában elárulja hogy szeretne találni valakit, akivel olyan dolgokat csinálhat, mint régi könyvesboltok látogatása és gyümölcsturmixok iszogatása. Később azt énekli eldöntöttem, jó leszek, jót teszek, jól nézek ki sugallva, hogy jövőbeli szeretőjéért minden nap megteszi a legjobb tudását, még akkor is, ha nem feltétlenül van kedve hozzá. Mindannyiunknak vannak ilyen napjai, de Brunette megtalálja a belső erőt a kitartáshoz. A dalt egy örmény nyelvű outro zárja, ahol Brunette azon elmélkedik, hogy jövőbeli szeretője olyan messze van.

## Dalszöveg
| I just wanna make art, Read books and just find someone, Who likes me enough to kiss my face, I wanna explore with him and visit old bookstores, And cute little things, like drink smoothies at near cafes Oh – oh – oh, Drink smoothies at near cafes, Oh – oh – oh – A dal kezdete | Csak alkotni szeretnék, Könyveket olvasgatni és találni valakit, Aki eléggé kedvel ahhoz, hogy megcsókolja az arcomat, Vele szeretnék felfedezni és meglátogatni régi könyvesboltokat, És cukiságokat, mint közeli kávézókban gyümölcsturmixot inni Oh – oh – oh, Közeli kávézókban gyümölcsturmixot inni Oh – oh – oh – A dal kezdete magyarul |